# Велиханлы, Мамедали Гаджи Гейдар оглы
Мамедали Гаджи Гейдар оглы Велиханлы (настоящая фамилия — Велиханов) (азерб. Məmmədəli Vəlixanlı; 2 марта 1899, с. Фатмаи, Бакинская губерния, Российская империя — 12 апреля 1969, Баку, Азербайджанская ССР) — советский азербайджанский актёр театра и кино, педагог. Народный артист Азербайджанской ССР (1949).

## Биография
Сын бакалейщика. Дебютировал на сцене азербайджанской бакинской труппы «Сафа» под фамилией Велиханлы в 1911 году. Учился у одного из ведущих актёров труппы Джангира Мешеди Рза оглы Зейналова. В 1920 году был принят в хор Национального драматического театра, пел в операх «Лейли и Меджнун», «Асли и Керем», «Шах Исмаил», иногда выходил на сцену во второстепенных ролях в драматических постановках.
С 1922 года — актёр Академического драматического театра им. Азизбекова в Баку. В 1930 году окончил Бакинский театральный техникум.
Амплуа — комик. Яркий хара́ктерный актер, его игра отмечена искренностью, сочным юмором, непосредственностью эмоций. Был мастером создания национального образа, творчески воплощая эстетику постановок народных театров на сцене. Его игра, жесты и мимика были насыщенными и красочными.
Занимался, наряду с исполнительской, и педагогической деятельностью в Институте театра им. М. Алиева (ныне Азербайджанский государственный университет культуры и искусств).
В 1961 году был парализован. Похоронен на II-й Аллее почётного захоронения в Баку.

## Избранные театральные роли
- Гаджи Гамбар («Из-под дождя да в ливень» Н. Везирова),
- Везир («Везир ленкоранского ханства» С. Ахундова),
- Оджаккули («Ал мае» Д. Джабарлы),
- Мирза Гаранфил («Счастливцы» Рахмана),
- Пикалов («Любовь Яровая», К. Тренёва),
- Эндрю, («Двенадцатая ночь», Шекспира),
- Автолик («Зимняя сказка», Шекспира) и др.

Выступал также в музыкальных комедиях Узеира и Зульфугара Гаджибековых.
Снимался в кино.

## Избранная фильмография
- 1955 — Встреча — Чайчи
- 1957 — Так рождается песня — Бедирхан

## Награды
- Орден «Знак Почёта» (дважды 22 июля 1949; 9 июня 1959)
- Заслуженный артист Азербайджанской ССР  (4 декабря 1938)
- Народный артист Азербайджанской ССР (21 июля 1949)